# Trégarantec
Trégarantec (en bretó Tregaranteg) és un municipi francès, situat a la regió de Bretanya, al departament de Finisterre. L'any 2006 tenia 512 habitants.

## Demografia
| 1962                                       | 1968 | 1975 | 1982 | 1990 | 1999 |
| ------------------------------------------ | ---- | ---- | ---- | ---- | ---- |
| 435                                        | 378  | 340  | 377  | 415  | 429  |
| Des de 1962: població sense dobles comptes |      |      |      |      |      |

## Administració
| Període | Identitat       | Partit |
| ------- | --------------- | ------ |
| 2001-   | François Salaün |        |